# Fédération nationale de l'enseignement, de la culture et de la formation professionnelle - FO
La Fédération nationale de l'enseignement, de la culture et de la formation professionnelle (FNEC FP-FO) regroupe les syndicats Force ouvrière des personnels de l'Éducation nationale, de la Culture et de la Recherche.

## Historique
La Fédération nationale de l'enseignement, de la culture et de la formation professionnelle - FO (FNEC FP-FO) est issue de la Fédération des membres de l'enseignement laïque de France crée en août 1919 et de la Fédération générale de l'enseignement CGT constituée le 11 octobre 1928,

### 1948-1970: la Fédération de l'Éducation Nationale Force Ouvrière (FEN-FO)
Lors de son congrès du 4 au 6 mars 1946, la FGE-CGT devient la FEN-CGT alors que la confédération réunifiée en 1943 est en proie à une lutte de tendances entre les communistes devenus désormais majoritaires et les non communistes regroupés autour de Résistance ouvrière puis Force ouvrière. La scission est réalisée le 19 décembre 1947.  Les réformistes qui comptaient faire basculer la FEN de leur côté voient leurs espoirs déçus. Le 25 mars 1948, le congrès fédéral vote la motion Bonissel-Valière : refusant de se prononcer entre la CGT et CGT-FO, il choisit l'autonomie pour préserver son unité.
Prenant acte de cette situation, les partisans de FO fondent le 8 avril 1948 la  Fédération de l'Éducation Nationale Force Ouvrière (FEN-FO). Lors de son congrès constitutif celle-ci met en place une direction de trois secrétaires généraux : Francis Perrin pour l’enseignement supérieur ; Gilbert Walusinski pour l’enseignement du second degré et Gaston Pollet pour l’enseignement technique. 
Leur succèdent d'abord Pierre Giraud, puis en 1953 Pierre Galoni. Elle se dote d'une publication L'Université Force ouvrière qui paraît de juin 1948 à 1950.
Comptant en 1950 environ 5.000 adhérents elle regroupe d'une part les isolés à travers les sections départementales Force Ouvrière, d'autre part les membres de syndicats n'autorisant pas la double affiliation à Force Ouvrière et à la Fédération de l'Éducation nationale autonome (le SNET-FO ou le Syndicat des manufactures des Gobelins), enfin les adhérents des syndicats qui le permettent (Syndicat du personnel de l'enseignement du second degré...). Gilbert Walusinski justifie cette double appartenance par l'impossibilité de se « séparer de cette partie des enseignants syndiqués à qui le temps doit fatalement montrer que leur position autonome n’est pas durablement viable ». Mais cette situation ne va pas sans occasionner de nombreuses difficultés notamment lorsque la FEN autonome accepte, fin 1948, de participer à un comité d’unité d’action avec l’UGFF (CGT) et la Fédération postale CGT. « Le bureau de la FEN FO  [...] met en garde les membres de l’Enseignement contre le confusionnisme d’une action qui permettra au parti communiste d’exploiter les revendications corporatives à des fins politiques. Il déclare que si la FEN autonome continue cette unité d’action avec UGFF, elle rendra impossible le maintien des syndicats FO dans la FEN autonome ». Finalement le 21 octobre 1954 le bureau confédéral de la Confédération générale du travail - Force ouvrière demande à ses adhérents de mettre fin à la double appartenance. Dès lors, la FEN-FO n'est vraiment présente que dans les centres d'apprentissage.
Comme l'indique Pierre Galoni, l'influence de la fédération dépasse le seul nombre de ses adhérents.
« La FEN Force Ouvrière a su établir de solides liaisons avec les bureaux du Ministère de l'Éducation nationale. Le personnel administratif de ce ministère est, moins que le personnel enseignant tenté par le retrait dans l'autonomie. [...] Ces atouts dont nous disposons, au sein même de l'Éducation Nationale, nous permettent de défendre, avec une efficacité comparable à celle des Syndicats affiliés à la FEN Autonome et avec un esprit syndical certainement plus authentique les intérêts particuliers de tous ceux qui nous accordent leur confiance ».
1957-1958 voit l'échec du projet lancé par Denis Forestier, secrétaire général du SNI, Roger Lapeyre, secrétaire général des travaux publics et transports CGT-FO, et Aimé Pastre, secrétaire général de la pénitentiaire CGT, visant à la réunification syndicale avec la FEN et la  CGT. Jusqu'en 1968, la FEN-FO est dirigée par Pierre Galoni (Paris, 1915 – Montcusel, Jura, 2004) puis de 1968 à 1983 par Maurice Mascrier professeur de l'enseignement technique.

### 1970-1989: la Fédération Nationale de l'Éducation Force Ouvrière (FNEC-FO)
Lors de son congrès de mars 1970, la FEN-FO décide de changer de nom pour devenir la Fédération Nationale de l'Éducation Force Ouvrière (FNEC-FO). Il s'agit selon les délégués d'insister « sur la nécessité de ne pas dissocier l'enseignement de l'Éducation et de la Culture ». En février 1972 paraît le no 1 de Formations le nouvel organe de la fédération, dont le directeur de publication est le secrétaire général. En 1977, la FNEC-FO présente des candidats pour les élections aux commissions paritaires dans la presque totalité des collèges enseignants.
D'avril 1983 à avril 1986, Jean-Pierre Cambot O.P.2, jusqu'alors secrétaire régional du SNLC-FO de Bordeaux est secrétaire général de la fédération. En novembre 1984, il est élu membre de la commission exécutive confédérale de Force Ouvrière. Après la réforme Le Pors en 1982 du conseil supérieur de la fonction publique qui prive Force ouvrière de sa première place, André Bergeron décide d'encourager le développement de la FNEC. Il organise le 11 novembre 1983 avenue du Maine une Conférence nationale pour la défense du syndicalisme enseignant. Il lance un appel solennel aux enseignants en juin 1984. Un texte de FO intitulé Pour une école qui instruise est largement diffusé
et lors de son xve congrès Force Ouvrière rédige une résolution sur l’enseignement public. Ces efforts s'avèrent fructueux. En 1983-1984, la fédération se renforce considérablement avec l'arrivée de plusieurs centaines de militants de la FEN. Ces enseignants reprochaient à leur ancienne fédération de ne pas défendre suffisamment la laïcité, d'accepter la remise en cause de la transmission des savoirs et, surtout, de ne pas s'opposer à l’interventionnisme croissant des parents d'élèves dans l'Éducation nationale. 
Aux élections professionnelles de décembre 1984, les syndicats enseignants de Force ouvrière obtiennent près de 12 % des suffrages au lieu des 2,5 % recueillis deux ans plus tôt.

### Depuis 1989: la Fédération Nationale de l'Enseignement de la Culture et de la Formation Professionnelle Force Ouvrière (FNEC FP-FO)
D'avril 1986 à mars 2008 François Chaintron, un instituteur, devenu PEGC, né en 1949, est porté à la tête de la Fédération.Ancien secrétaire de la FEN des Hauts des Seine, premier secrétaire du SNUDI et de la FNEC FO dans ce département,  il est l’un des initiateurs de l’appel à rejoindre la CGT FO en novembre 1983. Membre du bureau de la FGF FO, il replace la défense des corps de l’enseignement et de la recherche dans le cadre du statut de la Fonction publique.   Il doit gérer les approches pas toujours convergentes des différentes composantes de son organisation. En 1989, le SNLC-FO manifeste par exemple au plan national contre la réforme Jospin sans le SNUDI-FO Lors de son VIIIe congrès des 20, 21 et 22 juin 1989, la Fédération Nationale de l'Éducation et de la  Culture Force Ouvrière (FNEC-FO), modifie son nom en Fédération Nationale de l'Enseignement de la Culture et de la Formation Professionnelle Force Ouvrière (FNEC FP-FO). Ce choix traduit le rejet des réformes remettant en cause l'instruction et l'acquisition des savoirs au nom de la priorité accordée à la socialisation des élèves.. Il renforce également la place du syndicat de l’Association pour la Formation Professionnelle des Adultes dans la Fédération. François Bayrou étant ministre, la Fédération FO fut la première dans l'Enseignement public, à agir pour l'installation des CHS et pour la santé au travail. En 1995 lors de son congrès à Bourg-en-Bresse, la FNEC FP-FO appelle à la grève jusqu'au retrait du plan Juppé. Elle signe avec la FERC-CGT, pour la première fois un appel commun qui suscite une protestation du responsable de la FSU adressée à celui de la CGT. En 2000, au congrès extraordinaire de Paris, puis en 2005 au congrès de Blainville-sur-Mer, la Fédération amende ses statuts en prenant exemple sur ceux des principales fédérations de la confédération Force Ouvrière, se débarrassant des derniers restes d'autonomie syndicale.François Chaintron sera élu à la Commission exécutive confédérale
De mars 2008 à octobre 2018, Hubert Raguin succède à François Chaintron comme secrétaire général de la FNEC FP-FO 
. 
Professeur d'enseignement général de collège de lettres histoire géographie, Hubert Raguin est affecté au collège Jean Lurçat d'Angers. Il milite d'abord au SNI-PEGC, mais il fait partie des professeurs qui, en  désaccord avec la ligne de ce syndicat, décident de rejoindre Force Ouvrière en 1983. Il devient secrétaire de la section départementale de la FNEC FP-FO 49. Elu à la commission exécutive de la FNEC FP FO en novembre 1995 puis au secrétariat fédéral de la FNEC FP-FO en mars 1999, il est rédacteur en chef du Syndicaliste indépendant, la publication de la FNEC FP-FO, de septembre 1999 à mars 2008. En 2007, il est élu membre de la commission exécutive confédérale de Force Ouvrière. Depuis novembre 2009, il est membre du bureau fédéral de la Fédération générale des fonctionnaires - Force ouvrière. Sous sa direction la fédération continue à se développer. Les accords de Bercy de 2008, combattus par Force Ouvrière accélèrent la recomposition syndicale dans l'Éducation nationale et entraînent l'adhésion à la FNEC FP-FO de syndicats jusqu'alors autonomes: le SNETAA en mai 2010, Indépendance et Direction (ID) en mai 2012, SupAutonome en février 2014 et de responsables du SNALC et du SNCL. Comme la confédération Force Ouvrière, la FNEC FP-FO se prononce en octobre 2016 lors de son XVIIe congrès à Gravelines contre la réforme Parcours Professionnel Carrière et rémunération qui lui semble porter atteinte au statut général de la fonction publique et renforcer l'arbitraire local. Au nom de ce même respect de la hiérarchie des normes, elle s'oppose à la loi El Khomri en 2016 et aux ordonnances Macron en 2017. Fidèle aux principes de la charte d'Amiens et aux traditions de Force Ouvrière, elle ne donne aucune consigne de vote lors des élections présidentielles et législatives de 2017. Après la démission de  Pascal Pavageau de son mandat de secrétaire général de la confédération Force Ouvrière en octobre 2018, la FNEC FP- FO se montre favorable à la candidature de Christian Grolier (qui obtient 2.577 voix) face à celle de Yves Veyrier (soutenue notamment par la Fédération FO des Métaux; 2.720 voix) et à celle de Patrice Clos (appuyée entre autres par la Fédération FO de l'Equipement, de l'Environnement, des Transports et des Services; 648 voix)
Le 18 octobre 2019, à l'issue du XVIIIe congrès tenu à Clermont-Ferrand, Clément Poullet (né en 1979), professeur certifié de lettres modernes au collège Albert Camus de Ris-Orangis succède à Hubert Raguin comme secrétaire général de la FNEC FP-FO. Syndiqué à FO depuis 2003, il devient en 2006 secrétaire départemental du SNFOLC de l'Essonne. Il est élu en 2013 à la commission exécutive fédérale puis en 2014 au secrétariat fédéral et nommé la même année rédacteur en chef du Syndicaliste indépendant. Il est membre du CTM de l'Éducation nationale depuis 2018. Lors de son XVIIIe congrès, la FNEC FP-FO décide de jeter toutes ses forces pour mettre en échec le projet gouvernemental visant à supprimer les 42 régimes de retraite et à instaurer un système unique par points,.
La Fédération nationale de l'enseignement, de la culture et de la formation professionnelle - FO est membre fondateur de la Confédération internationale des syndicats libres (CISL) en 1949, puis en 1993 de l'Internationale de l'éducation.

## Composantes
La FNEC FP-FO regroupe 55 000 adhérents dans les syndicats suivants :
- Le Syndicat national unifié des directeurs, instituteurs et professeurs des écoles de l’enseignement public (SNUDI-FO), pour les personnels enseignants du premier degré
- Le Syndicat national Force ouvrière des lycées et collèges (SNFOLC), pour les personnels enseignants du second degré
- La Section nationale Force ouvrière de la formation professionnelle des adultes (SNFOFPA), pour les personnels des institutions de la formation professionnelle des adultes
- Le  Syndicat des médecins de l'Éducation nationale (SMedEN-FO) pour les médecins scolaires
- Le Syndicat national Force ouvrière des infirmières de l'Éducation nationale (SNFOIEN) pour les infirmières
- Le Syndicat national des assistants sociaux de l’Éducation nationale (SNFOASEN),
- Le Syndicat des personnels administratifs des services extérieurs de l'Éducation nationale (SPASEEN FO), pour les personnels administratifs
- La Section fédérale des syndicats des personnels de l'enseignement privé (SFSPEP-FO)
- Le Syndicat national des affaires culturelles (SNAC-FO), dont les statuts ont été adoptés en 2005, et amendés en 2008. Le congrès de novembre 2011 a acté sa recomposition et réaffirmé sa place dans l'organisation de FO.
- Le Syndicat national des employés du sport scolaire Force Ouvrière (SNESS-FO)
- Le Syndicat des personnels de l’École nationale d'équitation Force Ouvrière (SPENE-FO)
- Le Syndicat national de l'enseignement technique action autonome (SNETAA-FO) (depuis mai 2010).
- Le syndicat Indépendance et Direction (ID-FO), syndicat indépendant des personnels de direction de l'Éducation nationale (depuis mai 2012).
- Le Syndicat national Force Ouvrière de l'Enseignement Supérieur et de la Recherche (FO ESR) qui syndique tous les personnels de l'Enseignement Supérieur et de la Recherche quels que soient leurs statuts et leurs catégories, syndicat né de la fusion (congrès de mars 2019) du Syndicat national des personnels de la recherche et des établissements d'enseignement supérieur (SNPREES), et de SupAutonome (qui avait rejoint Force Ouvrière en février 2014).
- Le Syndicat national des corps d'inspection FO (SNCI-FO), qui syndique les personnels d'inspection des ministères de l'Education nationale et de la Jeunesse et des sports (2024).

## Organisation
Le Congrès composé des délégués des syndicats ou sections affiliés se réunit une fois tous les trois ans. Il délibère sur le rapport moral et sur le rapport financier et décide des orientations de la Fédération jusqu'au prochain Congrès.
Dans l'intervalle des Congrès, la Commission exécutive fédérale (CEF), administre la Fédération. Elle se réunit au moins quatre fois par an et élit les membres du Secrétariat fédéral. La Commission exécutive fédérale est composée pour moitié des représentants des syndicats nationaux ou sections fédérales nationales et pour moitié de membres élus par le congrès parmi les candidats présentés par leur section ou syndicat affiliés.
Le secrétariat fédéral comprend :
- un secrétaire général
- un trésorier
- un trésorier adjoint
- un nombre pair de secrétaires fédéraux.

Le secrétariat fédéral accomplit toutes les tâches permanentes d'administration et de gestion. Il met en œuvre les décisions de la CEF. Il se réunit chaque semaine.
La FNEC FP-FO adhère à la Confédération générale du travail Force ouvrière et à ce titre est représentée dans les instances de la Fédération générale des fonctionnaires - Force ouvrière (FGF-FO). La FNEC FP-FO a son siège à Montreuil. Elle édite une revue Le Syndicaliste indépendant.

## Congrès
- IVe congrès: du 28 au 29 avril 1977 à Besançon
- Ve congrès: du 27 au 30 avril 1980 à La Croix-Valmer
- VIe congrès: avril 1983 à Lacanau
- VIIe congrès: en avril 1986 à Aix-les-Bains
- VIIIe congrès: du 20 au 22 juin 1989 à Paris
- IXe congrès: du 31 mars au 2 avril 1992 à Évry
- Xe congrès: du 20 au 23 novembre 1995 à Bourg-en-Bresse
- XIe congrès: du 21 au 24 juin 1999 au Croisic
- XIIe congrès: du 11 au 13 mars 2002 à Super Besse
- XIIIe congrès: du 4 au 6 avril 2005 à Blainville sur Mer
- XIVe congrès: du 10 au 12 mars 2008 à Seignosse
- XVe congrès: du 18 au 19 octobre 2010 à Saint Jean de Monts
- XVIe congrès: du 8 au 12 avril 2013 à Seignosse
- XVIIe congrès: du 10 au 14 octobre 2016 à Gravelines
- XVIIIe congrès: du 14 au 18 octobre 2019 à Clermont-Ferrand
- XIXe congrès: du 5 au 9 juin 2023 à Angers

## Positions
La FNEC FP-FO affirme son attachement aux principes de l’indépendance syndicale établis par la Charte du Congrès confédéral d’Amiens de 1906. Elle s’interdit, dans ses assemblées, toute discussion d’ordre politique. En conséquence, elle n’adhère à aucune organisation politique et ne participe à aucun congrès ou rassemblement politique, chacun de ses membres restant, à cet égard, libre de faire individuellement ce qui lui convient mais ne pouvant, en aucun cas, se prévaloir de sa fonction syndicale dans ces activités
La FNEC FP-FO et ses syndicats défendent le statut de fonctionnaire d'État, les conventions collectives, les intérêts des personnels contractuels et non titulaires.
La FNEC FP-FO revendique l'amélioration de travail des salariés ainsi que l'arrêt des suppressions de postes et des mutualisations de services.
La FNEC FP-FO s'oppose à la remise en cause des salaires, de la protection sociale, de la retraite que ces politiques soient menées au nom de la rigueur et de l'austérité ou sous couvert du remboursement de la dette publique et de la lutte contre les déficits.

## Résultats électoraux
Le 2 décembre 2005, la FNEC FP-FO obtient 30 309 voix (6,64 %), et le 6 décembre 2008, 31 793 suffrages (6,78 %),.
Lors des Élections professionnelles enseignantes de 2011, les syndicats de la FNEC FP-FO obtiennent 35 245 voix soit 10,09 % des suffrages exprimés, ce qui représente une hausse de 3,3 points par rapport aux élections précédentes de 2008. Force Ouvrière devient ainsi la troisième organisation de l'Éducation nationale.
La FNEC FP-FO continue de progresser lors des élections professionnelles de 2014. Sa liste au Comité Technique Ministériel de l'Éducation Nationale rassemble 52 579 voix soit 13,58 % des suffrages exprimés, ce qui représente une hausse de 3,49 points par rapport aux élections précédentes de 2011 et un gain de 17 334 voix. Par rapport à 2011, elle obtient 18 sièges supplémentaires dans les CTA et 35 dans les CTSD.
Dans l'enseignement supérieur, en 2014, la FNEC obtient 6 424 voix au C.T.M.E.S.R (1 élu) et 1 166 au C.T.U (1 élu). Elle a rassemblé 771 suffrages au comité technique du ministère de la culture.
Les élections professionnelles de décembre 2018 permettent à la FNEC FP-FO de continuer sa progression. Au CTM du ministère de l'Éducation nationale, elle obtient 56.242 voix confortant ainsi sa troisième place.
Lors des élections professionnelles de décembre 2022, la FNEC FP-FO obtient 56.778 voix, soit 14,05% des suffrages exprimés au comité social d'administration ministériel de l'Éducation nationale